# Ogcodes hirtus
Ogcodes hirtus este o specie de muște din genul Ogcodes, familia Acroceridae. A fost descrisă pentru prima dată de Sack în anul 1936. Conform Catalogue of Life specia Ogcodes hirtus nu are subspecii cunoscute.